# دوران جنيني
الدوران الجنيني هو الجهاز الدوراني الخاص بجنين الإنسان، ويشمل الدورة الجنينية المشيمية والتي تحتوي أيضاً على الحبل السري والأوعية الموجودة داخل المشيمة.
ويختلف الدوران الجنيني عن الجهاز الدوراني للإنسان البالغ بكون الجنين لا يستخدم رئتيه، ويقوم بأخذ الأكسجين وطرد ثاني أكسيد الكربون عن طريق الدورة الجنينية المشيمية، حيث تقوم الأم الحامل بهذه العملية.

## الدورة الجنينية
يحتوي الحبل السري الداخل للجنين على وريد سري واحد وزوج من الشرايين السرية. يقوم الوريد السري بنقل الدم المؤكسد من الأم إلى الجنين، مروراً بالقناة الوريدية حتى يصل للوريد الأجوف السفلي ومن ثم الأذين الأيمن.
معظم الدم المحمول عن طريق الوريد الأجوف السفلي ينتقل مباشرة من الأذين الأيمن إلى الأيسر عن طريق الثقبة البيضوية ومنه إلى البطين الأيسر. بالمقابل ينتقل معظم الدم المحمول عن طريق الوريد الأجوف العلوي مباشرة إلى البطين الأيمن ومنه يضخ عبر الشريان الرئوي. بسبب المقاومة الموجودة في الرئتين، ينتقل معظم الدم المار بالشريان الرئوي إلى الأبهر عبر القناة الشريانية، والجزء الباقي من الدم يدخل الدم لتغذية الرئة. يضخ القلب الدم المؤكسد الموجود في الأذين الأيسر إلى البطين الأيسر وينقل عبر الأبهر، ويزوّد الشرايين التاجية بالإضافة إلى الدماغ ثم يكمل مساره عبر الأبهر النازل وعندها يكون قد فقد جزءً كبيرا ًمن الأكسجين واحتوى على ثاني أكسيد الكربون.
ينتقل الدم عن طريق الشرايين السرية عبر الحبل السري ليتم تنقية الدم عن طريق جسم الأم وهكذا تكون الدورة.

## الفروقات عن دوران البالغ

### فروقات الأوعية
- وجود الحبل السري الذي يحتوي على:
  - وريد سري: ويقوم بنقل الدم المؤكسد من جسم الأم إلى جسم الجنين.
  - شرايين سرية: وهي عبارة عن زوج من الشرايين تتفرع من الأبهر النازل لتتخلص من الدم غير المؤكسد.
- وجود القناة الوريدية: وهي وعاء يصل ما بين الوريد السري والوريد الأجوف السفلي.
- وجود القناة الشريانية: وهي وعاء صغير يصل ما بين الشريان الرئوي والأبهر، ويقوم بتحويل معظم الدم المتجه إلى الرئة ليتجه إلى الأبهر.

### فروقات القلب
- وجود الثقبة البيضوية: وهو ثقب طبيعي يوجد في الجدار الفاصل بين الأذين الأيمن والأيسر.

### فروقات الرئة
الرئة في جسم الجنين هي نسيج غير فعال، ولذلك فإن الدم الذي يدخل إلى الرئة عبر الشريان الرئوي هو لتغذية هذا النسيج والتخلص من نتائج عمليات الأيض.

### فروقات الدوران
- ينقل الوريد الأجوف السفلي، الدم المؤكسد إلى القلب في الدوران الجنيني، بينما ينقل الدم غير المؤكسد في جهاز دوران البالغ.
- ينقل الأبهر الدم غير المؤكسد من القلب في الدوران الجنيني، بينما ينقل الدم المؤكسد في جهاز دوران البالغ.

## عند الولادة
تحدث بعض التغيرات أثناء الولادة ويتحول جهاز دوران الجنين إلى جهاز دوران البالغ بسبب بدء عملية التنفس وزيادة الضغط في الجزء الأيسر من القلب وهذه التغيرات تشمل:
- إقفال الوريد السري: ويقفل مباشرة بعد الولادة بالإضافة إلى القناة الوريدية، ويتحول الوريد السري إلى الرباط المدور الكبدي بينما تتحول القناة الوريدية إلى الرباط الوريدي.
- إقفال الشرايين السرية: حيث تقفل عن طريق تقلص العضلات المكونة لهذه الشرايين [2] ويتم إكمال إقفال الشرايين حتى الشهر الثالث بعد الولادة ويتحول الجزء البعيد من الشرايين إلى الرباط السري الأنسي بينما يتحول الجزء القريب إلى الشريان المثاني العلوي.
- إقفال القناة الشريانية: حيث تتقلص عضلات جدار الشريان عبر تأثير مادة براديكينين. في البالغ يوجد بقايا الشريان على شكل الرباط الشرياني.
- إغلاق الثقبة البيضوية: ويتم الإغلاق بعد زيادة الضغط في الجزء الأيسر من القلب وإقفال الحاجز الأولي باتجاه الحاجز الثانوي ويتم الإغلاق الكامل للثقب في نهاية العام الأول.[2]